# Itagiba (navio)
O vapor Itagiba (por vezes mencionado Itagibe) foi um navio brasileiro de carga e de passageiros, torpedeado no dia 17 de agosto de 1942, pelo submarino alemão U-507, no litoral do estado da Bahia.
De propriedade da Companhia Nacional de Navegação Costeira, foi a décima-nona embarcação brasileira atacada na guerra, e a quarta a ser afundada em menos de 48 horas pelo mesmo "u-boot", que torpedeara nos dias anteriores os navios Baependi, Araraquara e Aníbal Benévolo no litoral de Sergipe.
Morreram 36 pessoas, todos passageiros, algumas das quais já a bordo do Arará, um pequeno navio cargueiro que ajudava no socorro das vítimas e que também foi afundado pelo U-507 na tarde daquele dia.
A notícia dos afundamentos - cinco em dois dias -, comunicada ao grande público no dia 18 de agosto, fez com que a população brasileira fosse às ruas exigindo do governo uma resposta imediata aos ataques, que culminaria com a declaração de guerra do Brasil contra a Alemanha nazista e a Itália fascista, no dia 22 de agosto.

## O navio e sua história
O Itagiba, navio misto da Classe Ita foi construído e lançado no ano de 1913, pelo estaleiro escocês Ailsa Shippbuilding Co Ltd, em Troon, Escócia, sob encomenda da Companhia Nacional de Navegação Costeira, uma próspera armadora nacional de capital privado fundada em 1882.
Pertencia à famosa classe de navios, denominados popularmente como "Itas", os quais faziam serviço de cabotagem, transportando cargas e passageiros de norte a sul do Brasil, na primeira metade do século XX, e que tinham nomes em tupi iniciados sempre pela sílaba ita, termo oriundo do tupi, que entra na composição de muitas palavras e topônimos brasileiros, cujo significado é pedra ou metal. Itagiba, no caso, deriva de ita-gy-iwa (rio pedregoso de frutos).
Possuía 2.169 toneladas de arqueação bruta, distribuídas em um casco de aço de 82,2 metros de comprimento por 13,17 metros de largura, e um calado de 5,36 metros. Era propelido por um motor a vapor de tripla expansão acoplado a duas hélices, com potência nominal de 304 HP e velocidade máxima de 12 nós.

## Contexto imediato
Embora as relações diplomáticas entre o Brasil e a Alemanha Nazi estivessem rompidas desde janeiro e, apesar do afundamento de quinze mercantes seus nos meses anteriores, o Brasil, em tese, ainda era um país neutro. Porém, no início de agosto, ante aos revides das patrulhas aéreas norte-americanas, a partir de bases brasileiras (e com auxílio de brasileiros), contra os submarinos do Eixo, a relação entre os dois países estavam seriamente deterioradas, em um estado de guerra latente entre eles.
Nesse contexto, o Alto-Comando da Kriegsmarine determinou ao submarino U-507 que se deslocasse para a costa brasileira e lá, executasse "manobras livres", ou seja, afundar toda e qualquer embarcação aliada ou latino-americana, exceto argentinas e chilenas, sem necessidade de aviso ou autorização.  Os alemães já haviam feito bom uso dessa permissão em abril e maio daquele ano no Golfo do México quando, somente o U-507 afundou 11 navios, um deles no delta do Mississippi.
Do lado brasileiro, os navios mercantes de cabotagem passariam a trabalhar em um ambiente de pré-guerra e essa expectativa estava bem evidenciada nas ordens que então receberam todos os comandantes, ou seja, a de navegarem mais próximos da costa brasileira e que durante a noite, as luzes internas de seus barcos deveriam ficar apagadas, ficando acesos apenas os faróis de navegação. E ainda, segundo as normas expedidas pelo governo brasileiro, os navios, que como medida de segurança já traziam as vigias pintadas de preto, deveriam tomar precauções maiores quando passassem a navegar de Maceió mais para o norte

## O agressor
O U-507 era um submarino do Tipo IXC, fabricado em 1940. Tinha 1 120 toneladas de deslocamento na superfície e 1 232 toneladas submerso. Com um comprimento de 76,76 metros, os submarinos desse tipo eram movidos por uma combinação de motores diesel e elétrico. Debaixo d’água, só se podia usar o motor elétrico, que não rouba o ar como os motores a combustão, só mais tarde na guerra que se adaptou um dispositivo - basicamente um tubo que capta o ar da superfície -, o snorkel, para tornar o submarino capaz de ligar o motor diesel mesmo submerso. Na superfície, movido a diesel, um tipo IXC podia navegar 13 450 milhas náuticas (25 000 km) a uma velocidade de 10 nós (18,5 km/h). Submerso, com o motor elétrico, só conseguia navegar 63 milhas a uma velocidade de apenas 4 nós (7,5 km/h). Possuíam 22 torpedos e um carregamento de 44 minas. Operavam com uma tripulação entre 48 e 56 homens.
Seu comandante, o Capitão-de-Corveta Harro Schacht, também era muito experiente. Casado, 35 anos, com residência fixa em Hamburgo, começara a carreira naval, em 1926, onde serviu nos cruzadores Emden e Nürnberg, até ser deslocado para o Gabinete do Comando da Marinha, onde foi promovido a Capitão-de-Corveta e assumindo, pouco depois, o comando do U-507.

## O afundamento
O navio, comandado pelo Capitão-de-Longo-Curso José Ricardo Nunes e de propriedade da Companhia Nacional de Navegação Costeira, saíra do Rio de Janeiro, no dia 13 de agosto com destino a Recife, com escalas nos portos de Vitória e Salvador, na Bahia. A bordo estavam 96 soldados do 7º Grupo de Artilharia de Dorso, o mesmo regimento que perdera militares no afundamento do Baependi, dois dias antes. A tripulação consistia em 60 homens.
A partida de Vitória para a Bahia aconteceu no dia 15, às 16 horas. Até o amanhecer do dia 17, uma segunda-feira, faz-se boa viagem, sem nenhuma ocorrência anormal. No entanto, na altura do farol de Morro de São Paulo, aproximadamente 30 milhas ao sul de Salvador, às 10h49 (15h49 pelo Horário da Europa Central), no momento em que se servia o almoço, o Itagiba foi surpreendido por uma violenta explosão, embaixo da escotilha do porão nº 3, a boreste, seguido de um estremecimento geral da embarcação, o que determinou a queda de objetos que se encontravam nos camarotes, além da quebra de vidros.
Estabeleceu-se, naquele momento, pânico a bordo, correria de um lado para outro, em busca de salva-vidas e em direção às oito baleeiras, das quais duas foram inutilizadas pela explosão. O navio afundou em dez minutos, em meio a uma forte ventania e um mar muito agitado.
Os náufragos de quatro das seis baleeiras restantes foram socorridos pelo iate Aragipe, comandado por Manoel Balbino dos Santos, que os levou à Valença, a cidade mais próxima. Os náufragos das outras duas foram salvos pelo cargueiro Arará, que estava levando sucata de ferro de Salvador para Santos. Porém, o U-507 ficara à espreita, assistindo à movimentação em torno do afundamento do Itagiba e, por volta das quatro da tarde, torpedeou o Arará na casa das máquinas, fazendo-o afundar em três minutos.
Toda a tripulação se salvou, porém, 36 dos passageiros (civis e militares) acabaram morrendo, alguns, quando já se sentiam a salvo a bordo do Arará. Entre os que se salvaram estava o célebre sambista Silas de Oliveira.
Por volta das 18h30, os primeiros náufragos chegavam à Prefeitura de Valença. As vítimas em estado mais grave foram levadas para o Hospital da Santa Casa. A partir de então, os novos grupos de náufragos foram acolhidos no prédio da prefeitura e, mais tarde, conduzidos a pensões e restaurantes da cidade. Alguns foram colocados em casas de família, gentilmente cedida pelos assustados moradores. Os tripulantes e os militares que viajavam na embarcação foram alojados no edifício da Sociedade Recreativa, no centro da cidade. O último barco com sobreviventes chegou ao porto de Valença apenas ao meio-dia do dia seguinte, terça-feira.
Depois de três dias, os soldados foram reembarcados para Salvador no cruzador Rio Grande do Sul, onde ficaram alojados no Forte Barbalho, de onde partiram, dias depois, para o seu destino final, Pernambuco.
O imediato do navio, Mario Hugo Praun, foi um dos últimos a embarcar nas baleeiras, ao lado do comandante, o qual ficou por duas horas dentro d´água em meio aos destroços. Eis o seu relato:
"Quando alcancei uma delas, a chaminé do navio, fortemente adernando, ameaçava cair sobre nossas cabeças. Percebi o perigo, e, antes que fosse atingido, lancei-me ao mar. Perdi meu salva-vidas e o deslocamento da água por causa do afundamento do navio puxou-me para o fundo. Quando voltei à tona, encontrei apenas destroços. Agarrei-me a um deles e nadei calma, mas energicamente, conseguindo chegar à terra".
Outro depoimento importante foi o do soldado Pedro Paulo Figueiredo Moreira, que, posteriormente, tomou parte nas operações da FEB na Itália:
"Quando nos esforçávamos para sair do navio, a baleeira caiu em cima do convés, encostando-se à chaminé. Gritos eram ouvidos para que os passageiros buscassem salvamento de qualquer modo, pois o navio já começava a sua inclinação vertical. Eu, particularmente, fui tomado de tremendo medo que chegou ao ponto de transformar-se em total desprendimento, pois criei coragem para lançar-me ao mar como a única alternativa de salvamento".
"Ao saltar, fui puxado pela sucção das águas provocada pelo afundamento do navio, tendo sido arrastado a grande profundidade, voltando à tona, após muito esforço, segurei-me em um pedaço de madeira, a fim de descansar e adquirir forças para nadar em direção a uma das baleeiras que já se encontrava afastada do local da tragédia".
"Assisti cenas que jamais pensei de presenciar na minha vida durante o tempo em que estive abraçado aos destroços do navio. Vi companheiros meus serem puxados por tubarões, dando gritos de dor e desaparecendo; outros mais fracos, perderam o juízo diante de tanta barbaridade, proferindo frases sem nexo, tais como: “Eu quero café”; “Espere minha mãe”; “Vou a pé” e desapareciam na profundeza do mar. (…)"

## O 7º Grupo de Artilharia de Dorso
O Itagiba, da mesma forma que o Baependi, transportava soldados do 7º Grupo de Artilharia de Dorso - criado através do Decreto-Lei nº 4 342, de 26/05/1942 – os quais estavam sendo enviados, juntamente com material de guerra, ao Recife, a fim de aumentar as defesas do litoral nordestino.
O afundamento dos dois navios causou a morte de 132 soldados daquele regimento, assim como a perda de todo o material destinado a Recife e ao destacamento de Fernando de Noronha.
Nesse particular, ficou patente o erro cometido pelo comando militar brasileiro em usar indevidamente a navegação regular de cabotagem, ao conduzir efetivos militares a fim de aumentar a defesa de um ponto estratégico do litoral nordestino, juntamente com passageiros civis e em navios sem a devida escolta. Sobre os preparativos de certamente estava bem-informado o Alto Comando Naval alemão por conta da ativa espionagem.
O próprio general Dutra - então Ministro da Guerra - assim revelou em um de seus muitos depoimentos: "…A primeira consequência desastrosa da campanha submarina foi de perdermos a liberdade de navegação, numa época em que ainda estávamos equipando e reforçando as guarnições do Nordeste, forçando-nos, assim, a apelar para a rota do Rio São Francisco…".
Com efeito, a situação era tão séria que, quando se transportou soldados para o destacamento do arquipélago de Fernando de Noronha, o navio de transporte recebeu a escolta do cruzador Rio Grande do Sul, medida que não foi tomada por ocasião do transporte do 7º Grupo de Artilharia de Dorso.

## Consequências
No dia seguinte ao duplo torpedeamento, 18 de agosto, o jornal Diário da Bahia estampava na capa: "Covardes! Inominável atentado". Apenas no dia 20 o chanceler Osvaldo Aranha se manifestou, em discurso improvisado na sacada do Palácio do Itamaraty, no Rio de Janeiro: "Oporemos uma reação que há de servir de exemplo para os povos agressores e bárbaros que violentam a civilização e a vida dos povos pacíficos".
No dia 21 de agosto, o Diário da Bahia estampou a foto de uma garotinha de quatro anos sentada em uma cama de hospital. Era filha de um tripulante do Itagiba, Valderez Cavalcante, que chegou à praia agarrada a uma caixa. "A pequenina náufraga recebe curativos enquanto que os seus dedinhos fazem o V da vitória, que não poderá deixar de vir", destacava a reportagem. Reproduzida em toda a parte, a "pequenina náufraga" se tornou, por um certo tempo, mais popular que Carmen Miranda. Em entrevista ao UOL em 2024, Walderez disse que só se lembrava da "fumaça preta saindo da chaminé do navio enquanto ele afundava, e que eu chorava. Na verdade, ainda choro sempre que lembro daquela cena, porque morreu muita gente naquele dia".
No dia seguinte, o Brasil deixava de ser neutro, declarando "estado de beligerância" à Alemanha -, sendo que a declaração formal de guerra viria no dia 31 de agosto.
No Nordeste, região mais próxima dos acontecimentos e onde a repercussão foi quase imediata, diversos grupos foram criados para colaborar, cada um à sua maneira - Legião Acadêmica, Legião dos Comerciários, Legião dos Médicos para a Vitória. Em Salvador, um estudante de medicina chegou a reunir 90 homens dispostos a honrar o Brasil em missões suicidas, num grupo denominado Legionários da Morte, o qual nunca saiu do papel.